# Chiesa dell'Annunziata (Barra)
La chiesa dell'Annunziata (o dell'Ave Gratia Plena o ancora di Sant'Anna) è una delle chiese storiche  di Napoli; sita nel quartiere orientale di Barra, può essere considerata come una delle architetture religiose di "periferia" più rilevanti di Napoli.

## Storia e descrizione
I lavori di costruzione ebbero inizio nel 1610 e venne consacrata nel 1642. L'edificio presenta, all'esterno, una semplice facciata con due campanili che fiancheggiano una cuspide e, all'interno, una navata unica con cappelle laterali.
La navata è sormontata da un cornicione che presenta scene di angeli, alcuni dei quali reggono degli stemmi. Gli affreschi del soffitto sono tutti opera di Raffaele Iodice e risalgono al 1922.
L'altare maggiore in marmi policromi, sormontato da una tela di Orazio Solimena, raffigurante l'Annunciazione, è di uno stile eclettico, tra il classico e il barocco; alla sua destra e sinistra ci sono due statue lignee ottocentesche, raffiguranti i Santi Pietro e Paolo.

### Cappelle laterali
Entrando a sinistra:

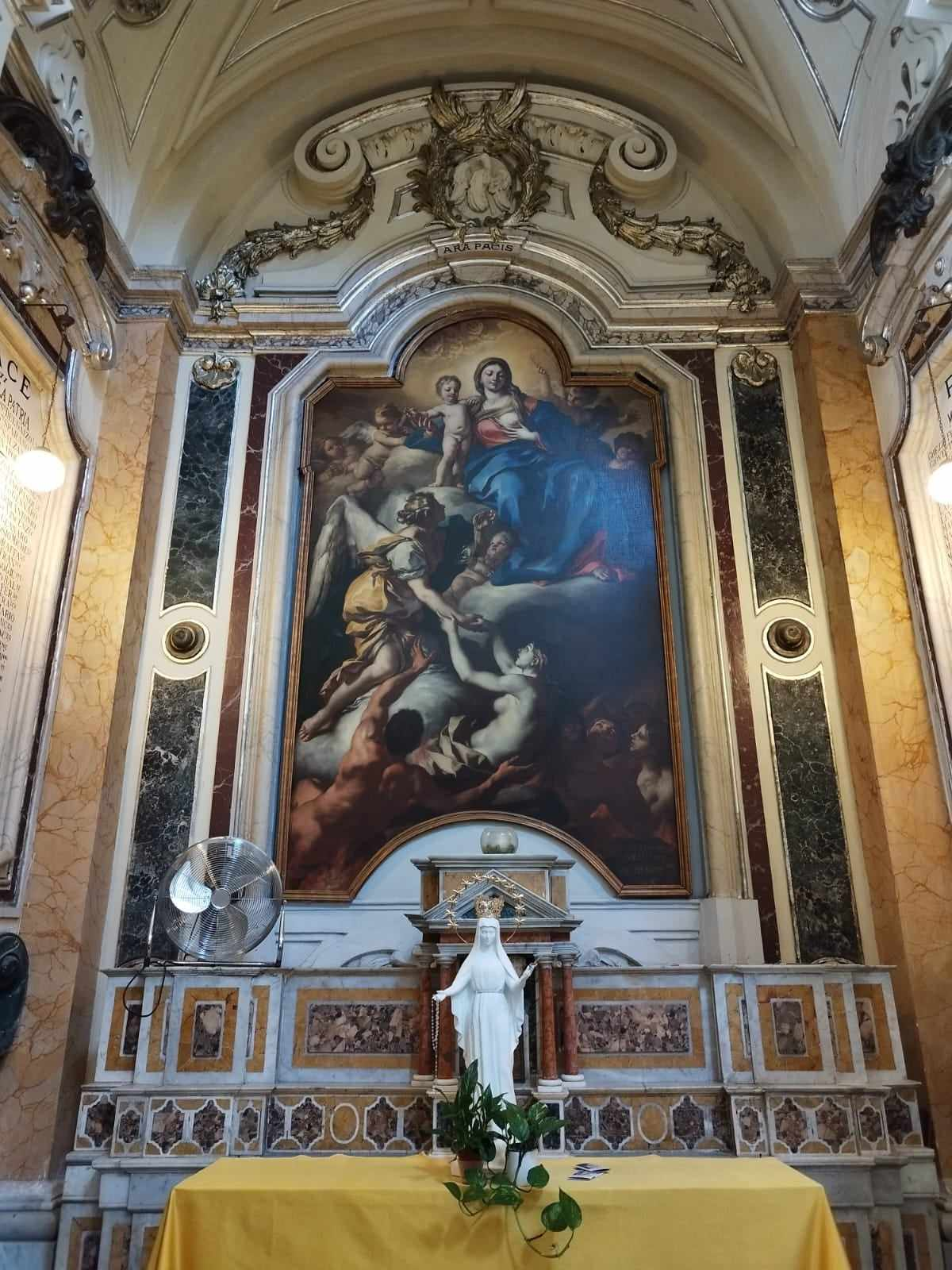
La Madonna delle Grazie con le Anime del Purgatorio, pala d'altare di Francesco Solimena

1. battistero in pietra, la cui costruzione iniziò nel 1696 e terminò il 19 aprile 1699
2. tela di Francesco Solimena raffigurante la Madonna delle Grazie con le Anime Purganti
3. statua lignea di sant'Anna con la Vergine Bambina realizzata da Giuseppe Picano con altare in marmo. A sinistra dell'altare, tela raffigurante sant'Anna che lascia il tempio e, a destra, tela raffigurante la presentazione di Maria, opere del pittore C. Costabile, risalenti agli inizi del XX secolo
4. statua lignea dell'Immacolata con il bambino in braccio con altare in marmo
5. tela raffigurante l'assunzione di Maria, opera della scuola di Francesco Solimena.

Entrando a destra:
1. crocifisso in legno e cartapesta
2. tela settecentesca raffigurante la Natività e confessionale
3. statua di santa Lucia sormontata da un dipinto raffigurante i segni della passione: una corona di spine con tre chiodi, con altare in marmo
4. statua in cartapesta del sacro Cuore di Gesù, sormontata da un dipinto raffigurante angioletti che contemplano il Salvatore, con altare in marmo. Alla sua sinistra una tela novecentesca raffigurante santa Margherita Maria Alacoque in atto di contemplare misticamente il Cristo, a destra invece un'altra tela novecentesca raffigurante Gesù bambino che offre alla santa un ramo di fiori
5. tela settecentesca raffigurante san Michele Arcangelo e confessionale.